# Brachycistis alcanor
Brachycistis alcanor é uma espécie de inseto do gênero Brachycistis, pertencente à família Tiphiidae.